# ヒュンダイ・ベータエンジン

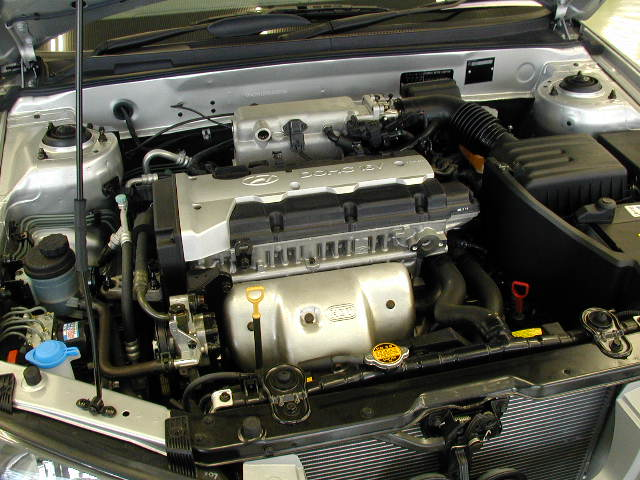
1.8リッター βエンジン(G4GB型。車両はXD18型エラントラ前期)

β(ベータ、beta)エンジンは、現代-起亜自動車グループの開発・製造していた1995年デビューの1.6～2.0Lクラス直列4気筒エンジンのシリーズ名である。型式名としては1.6L(1,599cc)のG4GR、1.8LのG4GM及びG4GB、2.0LのG4GF及びG4GCがある。現代自動車初の独自開発エンジン。 
2008年を最後に生産を終了し、現在は後継のシータエンジンやニューエンジンが新しく開発・製造されている。

## 概要
ヒュンダイ/キアの直列4気筒エンジンのシリーズ名で、主にエラントラなどのCセグメント車に搭載されている。
しかしMDエラントラにガンマエンジンやニュー(ν)エンジン、フォルテやツーソンiXなどの2,.0L車にシータエンジンが搭載されるなど、シータ/ニュー/ガンマエンジンなどとの世代交代が図られている模様である。

## 諸性能
| エンジン型式     | G4GB(1.8L)                 | G4GC(2.0L)            | G4GC(2.0L)            |
| 搭載車種         | XDエラントラ日本仕様(XD18) | JM 日本仕様(JM20)     | i30 日本仕様(FD20)    |
| 排気量           | 1,795 cc                   | 1,975 cc              | 1,975 cc              |
| 過給器・特筆事項 | なし                       | なし                  | なし                  |
| ---------------- | -------------------------- | --------------------- | --------------------- |
| シリンダー配置   | 直列4気筒DOHC16バルブ      | 直列4気筒DOHC16バルブ | 直列4気筒DOHC16バルブ |
| ボア             | 82mm                       | 82mm                  | 82mm                  |
| ストローク       | 85mm                       | 93mm                  | 93mm                  |
| 圧縮比           | 10.1:1                     | 10.1:1                | 10.1:1                |
| 燃料供給方式     | 電子制御式                 | 電子制御式            | 電子制御式            |
| 最高出力         | 128ps/ 6,000 rpm           | 144ps/ 6,000 rpm      | 143ps/ 6,000 rpm      |
| 最高トルク       | 16.4kgf·m/ 4,500 rpm       | 19.0kgf·m/ 4,500 rpm  | 19.0kgf·m/ 4,600 rpm  |

### 主な採用車種
太文字はベータ搭載車が日本に正規輸入された車種
- ヒュンダイ
  - エラントラ(J2系、XD系、HD系)
  - クーペ(RD系、GK系)
  - i30/i30CW(FD20/FDW20)
  - ツーソン(日本名JM)(JM系)

- キア
  - セラトー(LD系)
  - シード
  - スポーテージ(JE系)
  - ソウル

## 外部サイト
- ヒュンダイ(ワールドワイド)(英語)
- キア(インターナショナル)(英語)